# Edson Rodrigues
Edson Rodrigues (nacido el 13 de marzo de 1967) es un exfutbolista brasileño que se desempeñaba como defensa.
Jugó para clubes como el Nagoya Grampus Eight (1992-1994).

## Trayectoria

### Clubes
| Club                 | País  | Año         |
| -------------------- | ----- | ----------- |
| Nagoya Grampus Eight | Japón | 1992 - 1994 |

## Estadística de carrera

### J. League
| Club                 | Año   | J. League | J. League | Copa J. League | Copa J. League | Total | Total |
| Club                 | Año   | Part.     | Goles     | Part.          | Goles          | Part. | Goles |
| -------------------- | ----- | --------- | --------- | -------------- | -------------- | ----- | ----- |
| Nagoya Grampus Eight | 1992  | -         | -         | 9              | 0              | 9     | 0     |
| Nagoya Grampus Eight | 1993  | 29        | 3         | 4              | 0              | 33    | 3     |
| Nagoya Grampus Eight | 1994  | 23        | 1         | 0              | 0              | 23    | 1     |
| Total                | Total | 52        | 4         | 13             | 0              | 65    | 4     |